# Tsumeb Mine
Tsumeb Mine (копальня «Цумеб», за назвою міста Цумеб, Намібія), також Tsumcorp Mine — глибокий рудник, який в період свого розквіту був відомий як «TCL» (за назвою його оператора Tsumeb Corporation Ltd.), потім перейменований на рудник «Онгополо» (англ. Ongopolo Mine). Нині неактивний. Копальня відома надзвичайною мінералізацію родовища, яке вона експлуатувала, та знахідками великої кількості рідкісних мінеральних видів.
Родовище, яке розробляла копальня, примітне величезною мінералізованою трубкою, яка є його основою. Про походження трубки точаться гарячі суперечки. Трубка проходить більш-менш вертикально через докембрійський доломіт Отаві щонайменше на 1300 м. Одна з версій полягає в тому, що трубка насправді була гігантською стародавньою печерною системою, а породи, що її заповнюють, — утворені з пісків, які просочилися згори. Якщо трубка є вулканічною, як дехто припускає, то порода, що її заповнює («псевдоапліт»), надзвичайно особлива. Трубка була розроблена ще в доісторичні часи, але тогочасні робітники ледь подряпали поверхню. Велика частина руди була вилучена в 20 столітті методами виїмання із закладкою.
Руди були поліметалічними і з них отримували мідь, свинець, срібло, золото, арсен і германій. Була також присутня достатня кількість цинку, але вилучення цього металу завжди було складним з технічних причин. Було вилучено багато мільйонів тонн руди надзвичайної якості. Значний відсоток руди (так званої «руди прямого плавлення») був настільки багатим, що її відправляли прямо на плавильний завод, розташований поблизу міста, без попередньої переробки на збагачувальній фабриці.
Рудник спочатку належав OMEG (Otavi Minen- und Eisenbahn-Gesellschaft), а пізніше TCL (Tsumeb Corporation Limited) — до його закриття кілька років тому, коли руда на глибині закінчилася. Основні шахтні стовбури були затоплені ґрунтовими водами на глибину понад кілометр, і воду збирали та перекачували аж до столиці, Віндгука. Відтоді копальню знову відкрила група місцевих підприємців («Ongopolo Mining»). Достатню кількість окисленої руди ще належить отримати на старих верхніх горизонтах копальні. Однак дуже малоймовірно, що найглибші горизонти коли-небудь будуть повернуті до експлуатації.
З огляду на те, що це «одне з найбагатших рудних родовищ за показниками різноманітності, рідкісності та естетики мінералів у світі», Міжнародний союз геологічних наук (IUGS) включив цумебське рудне родовище до своєї збірки 100 «геологічних об'єктів спадщини» по всьому світу в списку, опублікованому в жовтні 2022 року. Організація визначає об'єкт геологічної спадщини IUGS як «ключове місце з геологічними елементами та/або процесами, що мають міжнародне наукове значення, яке використовується як еталон та/або зі значним внеском у розвиток геологічних наук протягом історії».

## Мінерали
Копальня «Цумеб» також відома серед колекціонерів мінералів. Між 1905 і 1996 роками копальня видобула близько 30 мільйонів тонн руди, що дало 1,7 млн тонн міді, 2,8 млн тонн свинцю, 0,9 млн тонн цинку, а також 80 тонн германію. Середній вміст корисних компонентів у руді становив 10 % Pb, 4,3 % Cu, 3,5 % Zn, 100 ppm Ag, 50 ppm Ge.
У копальні зафіксовані знахідки 243 дійсних мінеральних видів, вона є типовою місцевістю для 56 мінеральних видів. Деякі мінерали германію знаходяться лише в цій копальні.

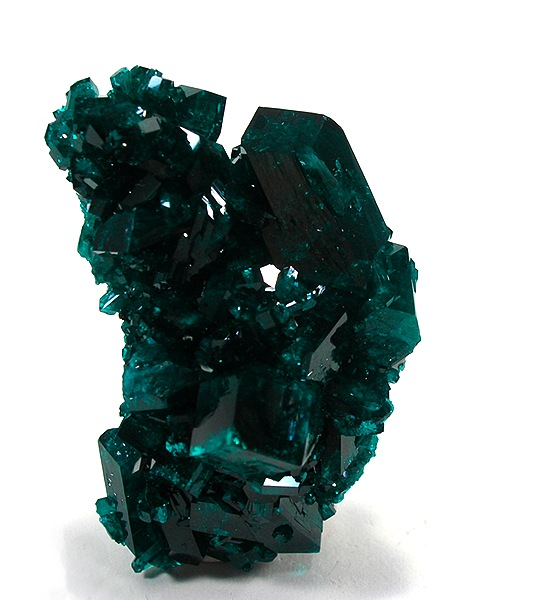
Кристали діоптазу дорогоцінної якості з рудника «Цумеб», джерела багатьох найкращих у світі (і найдорожчих) зразків діоптазу.

«Цумеб» належить до найплідніших мінералогічних місць у світі. Мінерали з «Цумеба» неперевершені за різноманітністю та якістю форми. Щонайменше 170 видів мінералів були занесені в каталог, 20 мінералів більше ніде не зустрічаються. Концентрація інгредієнтів для мінеральних утворень Цумеба походить із родовища сульфідів, багатого багатьма металами. Непосушливе середовище з великою кількістю багатих киснем підземних вод сприяло вимиванню та повторному відкладенню цих елементів у вигляді нових мінералів, іноді в кристалічних утвореннях. Є рідкісні вторинні мінерали Pb, Cu, Zn, As, Sb, а також, відповідно до хімічного складу родовища, Ge, Ga і Cd. За даними Mindat.org, вперше описані в Цумебі мінерали включають:
- рідкісні (але також кілька поширених) арсенати: ендиробертсит, арсенбракебушит, арсендеклуазит, арсенато-тсумебіт, більїт, кальціоендиробертсит, худобаїт, дуфтит, екатит, фалеїт, файглосит, ферилотармеєрит, гейтит, гебхардит, гердтремеліт, гельмутвінклерит, джемесит, йохілерит, кеїт, коритнігіт, лейтеїт, лідлокіт, лукраніт, молібдофорнацит, о'данієліт, просперит, рейнерит, шнайдерхеніт, шультеніт, севардит, странськіїт, тометзекіт, цумкорит, вариканіт, вільгельмкляйніт, цинкгартрелліт і цинкрозеліт
- унікальні мінерали германію (бартелкеїт, калвертит, ейзеліт, флейшерит, германіт, ітоїт, кризеліт (германатний топаз), матьюроджерсит, отьїсумеїт, овамбоїт, шауртеїт і стоттит) і галію (галобедантит, зьонгеїт, цумгаліт)
- інші: кегеліт, мінрекордит, отавіт, плюмбоцуміт, квейтит, сідпітерсит (унікальний тіосульфат), стибіоклодетит, тсумебіт і цинкрозазит.[8][9][10]

Приклади мінералів, знайдених в "Цумебі"
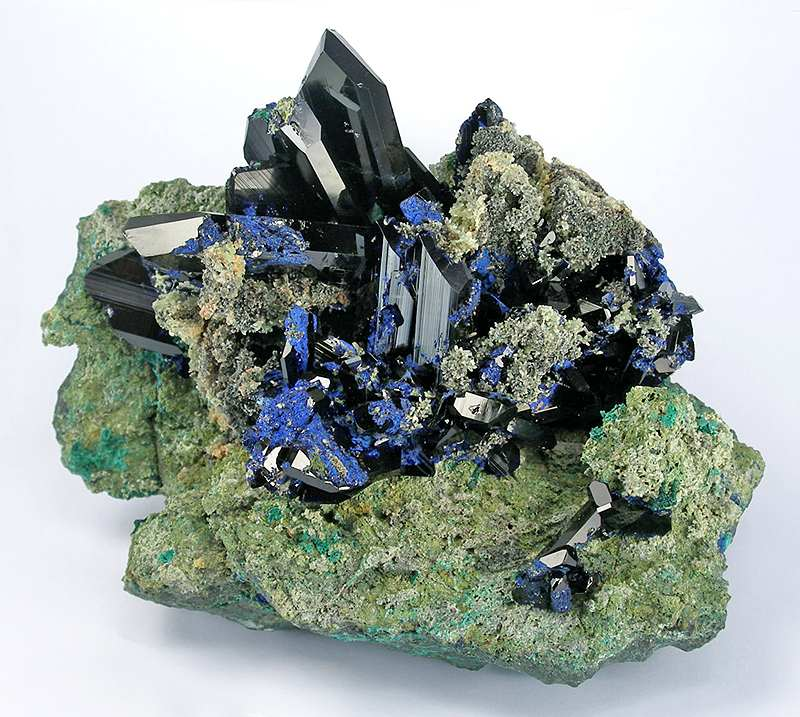
Дуже велике скупчення кристалів азуриту, колишня Смітсонівська колекція, продається за 125 000 доларів США. Розмір 16,7 х 13,2 х 10,5 см.
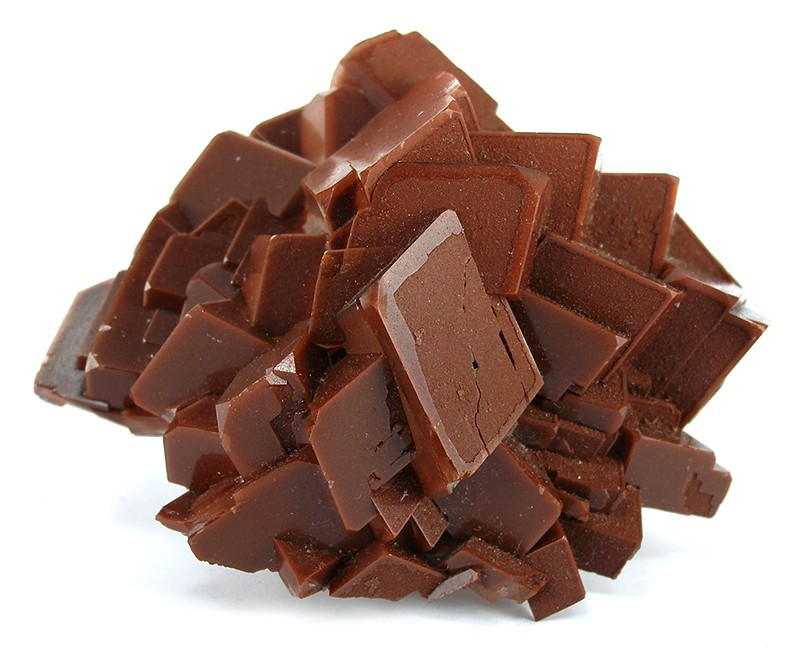
Кристали кальциту, пофарбовані в червоний колір дрібними вкрапленнями гематиту. Розмір: 9 х 9 х 4,3 см.
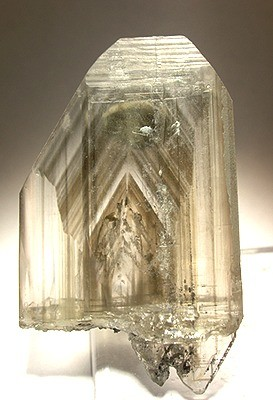
Зональний кристал церуситу, 5,9 х 3,6 х 1 см.
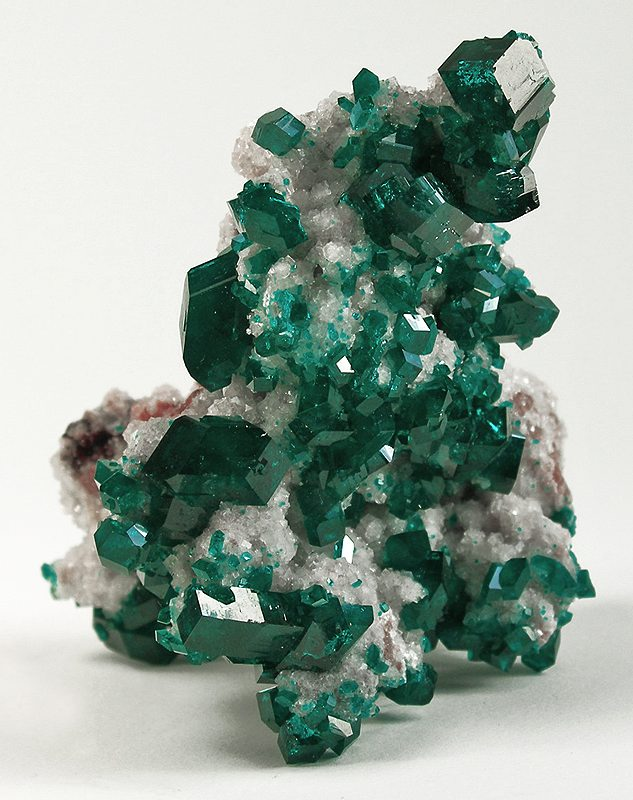
Кристали діоптазу на кальциті, класичний зразок з "Цумеба". Розмір: 8,2 х 5,8 х 5,5 см
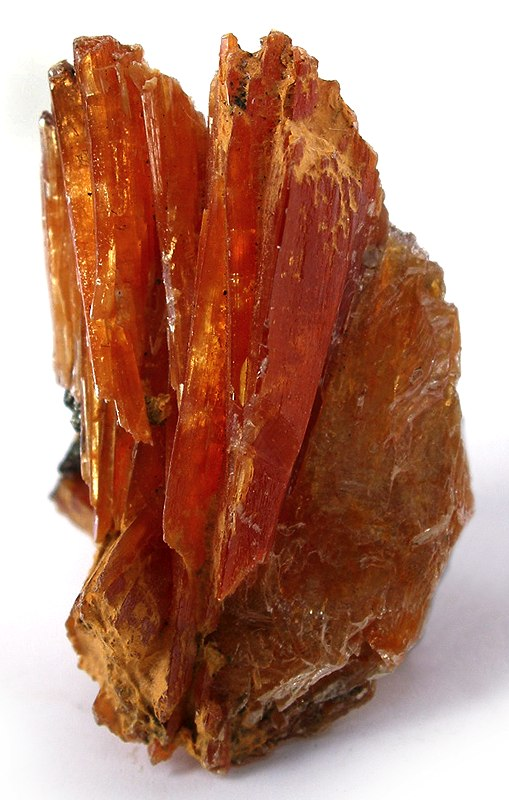
Лейтеїт, арсенат цинку, забарвлений у темно-червоний колір включеннями ладлокіту, арсенату свинцю. Цумеб є типовим місцем розташування для обох видів. Розмір: 2,8 х 1,8 х 1,2 см.
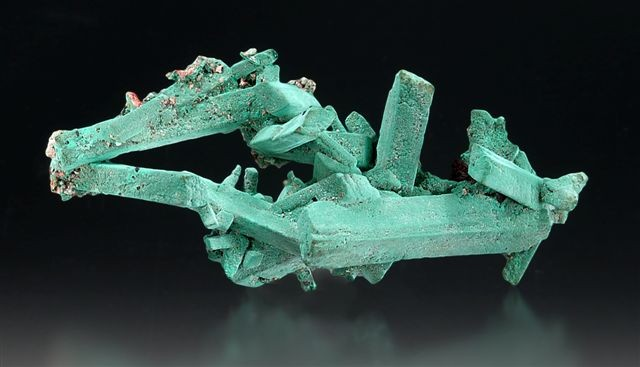
Псевдоморфози малахіту за азуритом, 13 х 6 х 4 см.
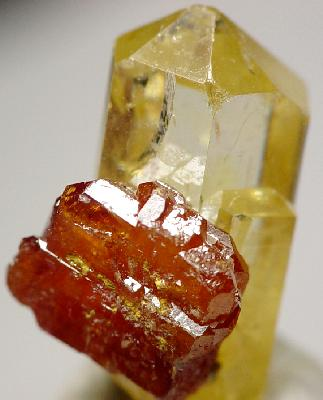
Дорогоцінний міметит з вростанням вульфеніту, 2 х 1 х 1 см.
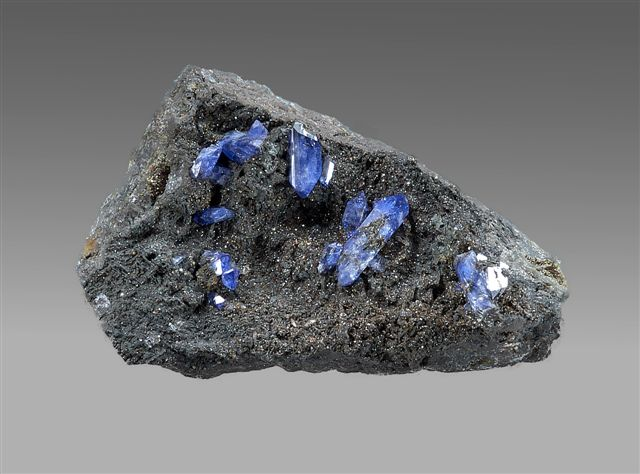
Яскраво-блакитні кристали скородиту на коричнево-чорному бедантиті, 8 х 5 х 3 см.